# ГЕС Месджеде-Солейман
Месджеде-Солейман, також ГЕС Карун-2 або стара назва Годар-E Ландар — ГЕС в Ірані на річці Карун. Має 177 м заввишки і встановлену потужність 2000 МВт, а її водосховище об'єм 261,000,000 м³. Кам'яна гребля має вертикальне глиняне ядро. Гребля була побудована Iran Water & Power Resources Development Co., будівництво завершено до 2002 року. Електростанція була побудована в два етапи по 1000 МВт кожен. Перший етап було завершено у 2003 році, а другий у вересні 2007 року Гребля була названа на честь міста — Месджеде-Солейман, що розташовано близько 25 км від греблі. Водоскид, як вважають, є одним з найбільших в світі

## Дивись також
- Список ГЕС Ірану
- Месджеде-Солейман (водосховище)